# آنتون عریضه
آنتون پطرس عریضه (۲ اوت ۱۸۸۷ – ۱۹ مه ۱۹۵۸) (به عربی: أنطون بطرس عَريضة) پاتریارک مارونی و زبان‌شناس لبنانی بود. فرهنگنامه‌ای در ریشهٔ زبان‌ها و پیوستگی آن‌ها به زبان‌های سامی (قاموس فی أصول الللغات و ارتباطها فی الجذور السامیة) اثر برجستهٔ اوست.